# Samostan Sagmosavank
Sagmosavank (armensko Սաղմոսավանք, prečrkovano Saghmosavank, dobesedno 'samostan psalmov') je samostanski kompleks Armenske apostolske cerkve iz 13. stoletja v vasi Sagmosavan v provinci Aragactn v Armeniji. Tako kot samostan Hovhanavank, ki leži pet kilometrov južneje, stoji tudi Sagmosavank na vrhu prepadne soteske, ki jo je izdolbla reka Kasag. V ozadju samostana je strma gora Aragac, ki je s 4090 metri najvišja gora Armenije.
Samostanski stavbi, ki ju je postavil knez Vače I. Amberdeci, cerkev Sion v Sagmosavanku, zgrajena leta 1215, in cerkev Karapet v Hovhanavanku, zgrajena v letih 1216–1221, pripadajo isti vrsti kupolaste zgradbe v tlorisu grškega križa z dvonadstropnimi prizidki v vseh vogalih stavbe. V notranjosti obeh cerkva prevladuje podkupolski prostor, kar se odraža v zunanjem videzu teh stavb. 
Žamatun, prizidan k cerkvi, je leta 1255 postavil Amberdecijev sin Kurt Vačutjan.

## Sklica
1. ↑  O. Khalpakhchian. Architectural Ensembles of Armenia. Iskusstvo, Moskva 1980
2. ↑  Eastmond, Antony (20. april 2017). Tamta's World (v angleščini). Cambridge University Press. str. 316. ISBN 978-1-107-16756-8.